# Мост Подвойского
Мост Подвойского — автодорожный железобетонный рамно-консольный мост через реку Оккервиль в Невском районе Санкт-Петербурга.

## Расположение
Расположен в створе улицы Подвойского. Рядом с мостом расположен парк им. Есенина. Выше по течению находится Товарищеский мост, ниже — безымянный пешеходный мост. Ближайшая станция метрополитена — «Улица Дыбенко».

## Название
Название известно с 1970-х годов и дано по наименованию улицы Подвойского, названной в честь советского партийного и государственного деятеля Н. И. Подвойского.

## История
Необходимость строительства моста была вызвана массовым жилищным строительством в районе Весёлого посёлка. Мост построен в 1971 году по проекту инженера «Ленгипроинжпроекта» Е. Е. Розенфельда. Работы выполнило СУ-3 треста «Ленмостострой» под руководством главного инженера Л. Ф. Полякова и прораба А. Г. Туракулова. 

## Конструкция
Мост однопролётный железобетонный рамно-консольной системы с шарниром в середине пролёта. По своей конструкции аналогичен Товарищескому мосту, расположенному выше по течению. Пролётное строение состоит из сборных железобетонных балок таврового сечения с криволинейным очертанием нижнего пояса. Устои массивные, из монолитного железобетона, на свайном основании. На поверхности устоев нанесена рустовка под камень. К устоям примыкает низкая железобетонная подпорная стенка. Общая длина моста составляет 23,9 м, ширина моста — 31,54 м.
Мост предназначен для движения автотранспорта и пешеходов. Проезжая часть моста включает в себя 4 полосы для движения автотранспорта. Покрытие проезжей части и тротуаров — асфальтобетон. Тротуары отделены от проезжей части железобетонным парапетом. Перильное ограждение — литые чугунные решётки с металлическими вставками, на устоях завершаются гранитными тумбами.